# Martin Goodman (historien)
Pour les articles homonymes, voir Martin Goodman et Goodman.
Cet article concerne l'historien. Pour l'éditeur de comics, voir Martin Goodman (éditeur).
Martin David Goodman est né en 1953, est un historien et universitaire britannique, spécialisé dans l'histoire romaine ainsi que dans l'histoire et la littérature juives à l'époque romaine.

## Biographie
Goodman a fait ses études au Trinity College d'Oxford où il a étudié la langue et la littérature classiques, l'histoire ancienne et la philosophie (Literae Humaniores). Il a réalisé un doctorat en philosophie en 1980, sa thèse portait sur L'État et société en Galilée romaine, 132-212 ap . J.-C.
Goodman a commencé sa carrière académique de 1976 à 1977 en tant que chercheur au Centre de recherche Khalili de l'université d'Oxford au sein du département des Études juives de 1976 à 1977. Il a ensuite enseigné l’histoire ancienne à l’ Université de Birmingham de 1977 à 1986.
En 1986, Goodman a été élu membre du Wolfson College d'Oxford. En 1996, il est nommé professeur d'études juives. De 2014 à 2018, il a été président du Centre d'Oxford pour les études d'hébreu et juives. 
Il a édité la revue Roman Studies et le Journal of Jewish Studies. Il a été président de l'Association britannique des études juives, ancien secrétaire de l'Association européenne d'études juives, et membre puis gouverneur du Centre d'Oxford pour les études hébraïques.

## Rome et Jérusalem
L’œuvre qui l'a fait connaitre par les experts et au delà est Rome et Jérusalem : le choc des deux civilisations. Ce travail est notamment décrit comme celui d'un "retourneur de pages" en raison de sa clarté et de son style. Il comporte de nombreuses sources primaires. D'autres historiens se montrent plus critiques tout en reconnaissant son expertise à la fois pour l'histoire romaine et juive. Les reproches concernent le fait qu'il minimiserait les conflits ayant existé entre Romains et Juifs de l'an 6 à 60 après J.C.

## Publications
- Rome et Jérusalem : le choc des deux civilisations, 2011 (1ère éd. ang. 2008), Éditeur : Tempus Perrin, Coll. : Tempus,  (ISBN 2262035067)
- The Roman World 44 BC - AD 180[3]
- Oxford Handbook of Jewish Studies
- The Ruling Class of Judaea. The Origins of the Jewish Revolt against Rome A.D. 66-70[4]
- Herod the Great: Jewish King in a Roman World, Yale University Press, mars 2024